# Compsoctena delocrossa
Compsoctena delocrossa är en fjärilsart som beskrevs av Edward Meyrick 1921. Compsoctena delocrossa ingår i släktet Compsoctena och familjen Eriocottidae. Inga underarter finns listade i Catalogue of Life.